# قائمة رؤساء سريلانكا
رئيس سريلانكا هو رئيس الدولة ورئيس الحكومة. أنشئ المنصب في عام 1972 وكان منصب فخري. أضيفت إليه السلطات التنفيذية بموجب دستور 1978.

## الرؤساء
| No. | No.                             | الصورة                          | الاسم (الميلاد–الوفاة) المحافظات                                                        | مدة المنصب الانتخابات فترة الحكم | مدة المنصب الانتخابات فترة الحكم | المناصب الوزارية الأخرى أثناء رئاسة الجمهورية                                        | الحزب                           | الحكومة                                       | الحكومة                         | مرجع                            |
| الرئيس (غير تنفيذي) (1972-1978) | الرئيس (غير تنفيذي) (1972-1978) | الرئيس (غير تنفيذي) (1972-1978) | الرئيس (غير تنفيذي) (1972-1978)                                                         | الرئيس (غير تنفيذي) (1972-1978)  | الرئيس (غير تنفيذي) (1972-1978)  | الرئيس (غير تنفيذي) (1972-1978)                                                      | الرئيس (غير تنفيذي) (1972-1978) | الرئيس (غير تنفيذي) (1972-1978)               | الرئيس (غير تنفيذي) (1972-1978) | الرئيس (غير تنفيذي) (1972-1978) |
| --- | ------------------------------- | ------------------------------- | --------------------------------------------------------------------------------------- | -------------------------------- | -------------------------------- | ------------------------------------------------------------------------------------ | ------------------------------- | --------------------------------------------- | ------------------------------- | ------------------------------- |
| | 1                               |                                 | وليام جوبالاوا විලියම් ගොපල්ලව வில்லியம் கோபள்ளவா (1896–1981) الوسطى                                | 22 مايو 1972                     | 4 فبراير 1978                    |                                                                                      | مستقل                           | حكومة سيريمافو باندارانايكا الثانية           | 10                              | [ 1 ]                           |
| — | 1                               |                                 | وليام جوبالاوا විලියම් ගොපල්ලව வில்லியம் கோபள்ளவா (1896–1981) الوسطى                                |                                  |                                  |                                                                                      | مستقل                           | حكومة سيريمافو باندارانايكا الثانية           | 10                              | [ 1 ]                           |
| 5 سنوات، و8 شهور، و13 أيام | 1                               |                                 | وليام جوبالاوا විලියම් ගොපල්ලව வில்லியம் கோபள்ளவா (1896–1981) الوسطى                                |                                  |                                  |                                                                                      | مستقل                           | حكومة سيريمافو باندارانايكا الثانية           | 10                              | [ 1 ]                           |
| شغل منصب الحاكم العام الأخير لسيلان وأول رئيس (غير تنفيذي) عندما أعلنت سيلان نفسها جمهورية في عام 1972، وغيرت اسمها إلى سريلانكا. | 1                               |                                 | وليام جوبالاوا විලියම් ගොපල්ලව வில்லியம் கோபள்ளவா (1896–1981) الوسطى                                |                                  |                                  |                                                                                      |                                 |                                               |                                 | [ 1 ]                           |
| الرئيس التنفيذي (1978–الآن) |                                 |                                 |                                                                                         |                                  |                                  |                                                                                      |                                 |                                               |                                 |                                 |
| | 2                               |                                 | جونيوس ريتشارد جيوردين ජුනියස් රිචඩ් ජයවර්ධන ஜூனியஸ் ரிச்சட் ஜயவர்தனா (1906–1996) الغربية             | 4 فبراير 1978                    | 2 يناير 1989                     | وزير الدفاع وزير التخطيط والشؤون الاقتصادية وزير تنفيذ الخطة وزير التعليم العالي     | الحزب الوطني المتحد             | جيوردين                                       | 11 12                           | [ 1 ]                           |
| 1982 | 2                               |                                 | جونيوس ريتشارد جيوردين ජුනියස් රිචඩ් ජයවර්ධන ஜூனியஸ் ரிச்சட் ஜயவர்தனா (1906–1996) الغربية             |                                  |                                  | وزير الدفاع وزير التخطيط والشؤون الاقتصادية وزير تنفيذ الخطة وزير التعليم العالي     | الحزب الوطني المتحد             | جيوردين                                       | 11 12                           | [ 1 ]                           |
| 10 سنوات، و11 شهور، و29 أيام | 2                               |                                 | جونيوس ريتشارد جيوردين ජුනියස් රිචඩ් ජයවර්ධන ஜூனியஸ் ரிச்சட் ஜயவர்தனா (1906–1996) الغربية             |                                  |                                  | وزير الدفاع وزير التخطيط والشؤون الاقتصادية وزير تنفيذ الخطة وزير التعليم العالي     | الحزب الوطني المتحد             | جيوردين                                       | 11 12                           | [ 1 ]                           |
| أول رئيس تنفيذي لسريلانكا. | 2                               |                                 | جونيوس ريتشارد جيوردين ජුනියස් රිචඩ් ජයවර්ධන ஜூனியஸ் ரிச்சட் ஜயவர்தனா (1906–1996) الغربية             |                                  |                                  |                                                                                      |                                 |                                               |                                 | [ 1 ]                           |
| | 3                               |                                 | سري لانكابيمانيا راناسينغ بريماداسا රණසිංහ ප්‍රේමදාස ரணசிங்க பிரேமதாசா (1924–1993) الغربية           | 2 يناير 1989                     | 1 مايو 1993†                     | وزير الدفاع وزير بوذا ساسانا وزير تخطيط السياسات وتنفيذها                            | الحزب الوطني المتحد             | بريماداسا                                     | 13                              | [ 1 ]                           |
| 1988 | 3                               |                                 | سري لانكابيمانيا راناسينغ بريماداسا රණසිංහ ප්‍රේමදාස ரணசிங்க பிரேமதாசா (1924–1993) الغربية           |                                  |                                  | وزير الدفاع وزير بوذا ساسانا وزير تخطيط السياسات وتنفيذها                            | الحزب الوطني المتحد             | بريماداسا                                     | 13                              | [ 1 ]                           |
| 4 سنوات، و4 شهور | 3                               |                                 | سري لانكابيمانيا راناسينغ بريماداسا රණසිංහ ප්‍රේමදාස ரணசிங்க பிரேமதாசா (1924–1993) الغربية           |                                  |                                  | وزير الدفاع وزير بوذا ساسانا وزير تخطيط السياسات وتنفيذها                            | الحزب الوطني المتحد             | بريماداسا                                     | 13                              | [ 1 ]                           |
| اغتيل خلال مسيرة في عيد العمال على يد انتحاري من نمور التاميل. | 3                               |                                 | سري لانكابيمانيا راناسينغ بريماداسا රණසිංහ ප්‍රේමදාස ரணசிங்க பிரேமதாசா (1924–1993) الغربية           |                                  |                                  |                                                                                      |                                 |                                               |                                 | [ 1 ]                           |
| | 4                               |                                 | سري لانكابيمانيا دينجيري باندا ويجيتونجا ඩිංගිරි බණ්ඩා විජේතුංග டிங்கிரி பண்ட விஜேதுங்க (1916–2008) الوسطى | 1 مايو 1993                      | 12 نوفمبر 1994                   |                                                                                      | الحزب الوطني المتحد             | ويجيتونجا                                     | 13                              | [ 1 ]                           |
| — | —                               | 14                              | سري لانكابيمانيا دينجيري باندا ويجيتونجا ඩිංගිරි බණ්ඩා විජේතුංග டிங்கிரி பண்ட விஜேதுங்க (1916–2008) الوسطى |                                  |                                  |                                                                                      | الحزب الوطني المتحد             | ويجيتونجا                                     |                                 | [ 1 ]                           |
| 1 سنة، و6 شهور، و10 أيام | 4                               | 14                              | سري لانكابيمانيا دينجيري باندا ويجيتونجا ඩිංගිරි බණ්ඩා විජේතුංග டிங்கிரி பண்ட விஜேதுங்க (1916–2008) الوسطى |                                  |                                  |                                                                                      | الحزب الوطني المتحد             | ويجيتونجا                                     |                                 | [ 1 ]                           |
| رئيس الوزراء وقت اغتيال راناسينغ بريماداسا على يد نمور التاميل. عين كرئيس بالوكالة واستمر بهذه الصفة حتى 7 مايو 1993 عندما انتخب من قبل البرلمان لمنصب الرئيس بموجب المادة 40 من الدستور.                                                                         | 4                               |                                 | سري لانكابيمانيا دينجيري باندا ويجيتونجا ඩිංගිරි බණ්ඩා විජේතුංග டிங்கிரி பண்ட விஜேதுங்க (1916–2008) الوسطى |                                  |                                  |                                                                                      |                                 |                                               |                                 | [ 1 ]                           |
| | 5                               |                                 | تشاندريكا كماراتونغا චන්ද්‍රිකා බණ්ඩාරනායක කුමාරතුංග சந்திரிகா பண்டாரநாயக்கே குமாரதுங்கா (1945–) الغربية           | 12 نوفمبر 1994                   | 19 نوفمبر 2005                   |                                                                                      | حزب الحرية السريلانكي           | كماراتونغا                                    | 14 15                           | [ 1 ]                           |
| 1994، 1999 | 1994، 1999                      | 16                              | تشاندريكا كماراتونغا චන්ද්‍රිකා බණ්ඩාරනායක කුමාරතුංග சந்திரிகா பண்டாரநாயக்கே குமாரதுங்கா (1945–) الغربية           |                                  |                                  |                                                                                      | حزب الحرية السريلانكي           | كماراتونغا                                    |                                 | [ 1 ]                           |
| 11 سنوات، و7 أيام | 11 سنوات، و7 أيام               | 17                              | تشاندريكا كماراتونغا චන්ද්‍රිකා බණ්ඩාරනායක කුමාරතුංග சந்திரிகா பண்டாரநாயக்கே குமாரதுங்கா (1945–) الغربية           |                                  |                                  |                                                                                      | حزب الحرية السريلانكي           | كماراتونغا                                    |                                 | [ 1 ]                           |
| أول رئيس من خارج الحزب الوطني المتحد. حاول نمور التاميل اغتيالها مرات متعددة باءت بالفشل. | 5                               |                                 | تشاندريكا كماراتونغا චන්ද්‍රිකා බණ්ඩාරනායක කුමාරතුංග சந்திரிகா பண்டாரநாயக்கே குமாரதுங்கா (1945–) الغربية           |                                  |                                  |                                                                                      |                                 |                                               |                                 | [ 1 ]                           |
| | 6                               |                                 | ماهيندا راجاباكشا මහින්ද රාජපක්ෂ மகிந்த ராசபக்ச (1945–) الجنوبية                                | 19 نوفمبر 2005                   | 9 يناير 2015                     | وزير الدفاع وزير المالية وزير القانون والنظام وزير الطرق والموانئ والشحن             | حزب الحرية السريلانكي           | راجاباكشا                                     | 17 18                           | [ 1 ]                           |
| 2005، 2010 | 6                               |                                 | ماهيندا راجاباكشا මහින්ද රාජපක්ෂ மகிந்த ராசபக்ச (1945–) الجنوبية                                |                                  |                                  | وزير الدفاع وزير المالية وزير القانون والنظام وزير الطرق والموانئ والشحن             | حزب الحرية السريلانكي           | راجاباكشا                                     | 17 18                           | [ 1 ]                           |
| 9 سنوات، و1 شهر، و21 أيام | 6                               |                                 | ماهيندا راجاباكشا මහින්ද රාජපක්ෂ மகிந்த ராசபக்ச (1945–) الجنوبية                                |                                  |                                  | وزير الدفاع وزير المالية وزير القانون والنظام وزير الطرق والموانئ والشحن             | حزب الحرية السريلانكي           | راجاباكشا                                     | 17 18                           | [ 1 ]                           |
| أنهى الحرب الأهلية السريلانكية التي استمرت 25 عامًا وقضى على نمور التاميل. اتهم بعمل جرائم الحرب خلال المراحل الأخيرة من الحرب الأهلية السريلانكية طور البنية التحتية وكان في عهده التعديل الثامن عشر للدستور السريلانكي هزم في انتخابات عام 2015.                 | 6                               |                                 | ماهيندا راجاباكشا මහින්ද රාජපක්ෂ மகிந்த ராசபக்ச (1945–) الجنوبية                                |                                  |                                  |                                                                                      |                                 |                                               |                                 | [ 1 ]                           |
| | 7                               |                                 | مايتريبالا سيريسينا මෛත්‍රීපාල සිරිසේන மைத்திரிபால சிறிசேன (1951–) الشمالية الوسطى                       | 9 يناير 2015                     | 18 نوفمبر 2019                   | وزير الدفاع وزارة التنمية والبيئة المهاويلي                                          | حزب الحرية السريلانكي           | سيريسينا (تحالف مدعوم من الحزب الوطني المتحد) | 18                              | [ 1 ]                           |
| 2015 | 2015                            | 19                              | مايتريبالا سيريسينا මෛත්‍රීපාල සිරිසේන மைத்திரிபால சிறிசேன (1951–) الشمالية الوسطى                       |                                  |                                  | وزير الدفاع وزارة التنمية والبيئة المهاويلي                                          | حزب الحرية السريلانكي           | سيريسينا (تحالف مدعوم من الحزب الوطني المتحد) |                                 | [ 1 ]                           |
| 4 سنوات، و10 شهور، و9 أيام | 7                               | 19                              | مايتريبالا سيريسينا මෛත්‍රීපාල සිරිසේන மைத்திரிபால சிறிசேன (1951–) الشمالية الوسطى                       |                                  |                                  | وزير الدفاع وزارة التنمية والبيئة المهاويلي                                          | حزب الحرية السريلانكي           | سيريسينا (تحالف مدعوم من الحزب الوطني المتحد) |                                 | [ 1 ]                           |
| هزم راجاباكشا في محاولته لولاية ثالثة. مدعوم بشكل أساسي من قبل الحزب الوطني المتحد وأحزاب المعارضة الأخرى المرشحة في ظل الجبهة الديمقراطية الجديدة (سريلانكا). كان في عهده التعديل التاسع عشر لدستور سريلانكا. أعاد العلاقات الخارجية مع الهند والولايات المتحدة. | 7                               |                                 | مايتريبالا سيريسينا මෛත්‍රීපාල සිරිසේන மைத்திரிபால சிறிசேன (1951–) الشمالية الوسطى                       |                                  |                                  |                                                                                      |                                 |                                               |                                 | [ 1 ]                           |
| | 8                               |                                 | غوتابايا راجاباكسا ගෝඨාභය රාජපක්ෂ கோட்டாபய ராஜபக்ச (1949–) الجنوبية                              | 18 نوفمبر 2019                   | 15 يوليو 2022                    | وزير الدفاع                                                                          | سريلانكا بودوجانا بيرامونا      | غوتابايا راجاباكسا الأولى                     | 19                              | [ 1 ]                           |
| 2019 | 2019                            | غوتابايا راجاباكسا الثانية      | غوتابايا راجاباكسا ගෝඨාභය රාජපක්ෂ கோட்டாபய ராஜபக்ச (1949–) الجنوبية                              | 20                               |                                  | وزير الدفاع                                                                          | سريلانكا بودوجانا بيرامونا      |                                               |                                 | [ 1 ]                           |
| 2 سنوات، و7 شهور، و27 أيام | 8                               | غوتابايا راجاباكسا الثانية      | غوتابايا راجاباكسا ගෝඨාභය රාජපක්ෂ கோட்டாபய ராஜபக்ச (1949–) الجنوبية                              | 20                               |                                  | وزير الدفاع                                                                          | سريلانكا بودوجانا بيرامونا      |                                               |                                 | [ 1 ]                           |
| | 9                               |                                 | رانيل ويكريمسينغه රනිල් වික්‍රමසිංහ ரணில் விக்ரமசிங்க (1949–) الغربية                                 | 14 يوليو 2022                    | 20 يوليو 2022                    | وزير الدفاع وزير التكنولوجيا وزير المالية وزير شؤون المرأة والطفل والتمكين الاجتماعي | الحزب الوطني المتحد             | ويكريمسينغه                                   | 20                              | [ 4 ]                           |
| 20 يوليو 2022 | 9                               | 23 سبتمبر 2024                  | رانيل ويكريمسينغه රනිල් වික්‍රමසිංහ ரணில் விக்ரமசிங்க (1949–) الغربية                                 |                                  |                                  | وزير الدفاع وزير التكنولوجيا وزير المالية وزير شؤون المرأة والطفل والتمكين الاجتماعي | الحزب الوطني المتحد             | ويكريمسينغه                                   | 20                              | [ 4 ]                           |
| 2022 | 9                               |                                 | رانيل ويكريمسينغه රනිල් වික්‍රමසිංහ ரணில் விக்ரமசிங்க (1949–) الغربية                                 |                                  |                                  | وزير الدفاع وزير التكنولوجيا وزير المالية وزير شؤون المرأة والطفل والتمكين الاجتماعي | الحزب الوطني المتحد             | ويكريمسينغه                                   | 20                              | [ 4 ]                           |
| 2 سنوات، و2 شهور، و9 أيام | 9                               |                                 | رانيل ويكريمسينغه රනිල් වික්‍රමසිංහ ரணில் விக்ரமசிங்க (1949–) الغربية                                 |                                  |                                  | وزير الدفاع وزير التكنولوجيا وزير المالية وزير شؤون المرأة والطفل والتمكين الاجتماعي | الحزب الوطني المتحد             | ويكريمسينغه                                   | 20                              | [ 4 ]                           |
| عين رئيسًا بالنيابة بعد استقالة غوتابايا راجاباكساا الذي فر من البلاد وسط الأزمة السياسية السريلانكية 2022. انتخبه البرلمان في 20 يوليو 2022 لمنصب الرئيس بموجب المادة 40 من الدستور.                                                                              | 9                               |                                 | رانيل ويكريمسينغه රනිල් වික්‍රමසිංහ ரணில் விக்ரமசிங்க (1949–) الغربية                                 |                                  |                                  |                                                                                      |                                 |                                               |                                 | [ 4 ]                           |
| | 10                              |                                 | أنورا كومارا ديساناياكي අනුර කුමාර දිසානායක அநுர குமார திசாநாயக்க (مواليد 1968) الغربية              | 23 سبتمبر 2024                   | في المنصب                        | وزير الدفاع وزير المالية                                                             | جاناثا فيموكسي بيرامونا (NPP)   | حكومة ديساناياكي الأولى ‏                      | 20                              |                                 |
| 2024 | 2024                            | حكومة ديساناياكي الثانية ‏       | أنورا كومارا ديساناياكي අනුර කුමාර දිසානායක அநுர குமார திசாநாயக்க (مواليد 1968) الغربية              | 21                               |                                  | وزير الدفاع وزير المالية                                                             | جاناثا فيموكسي بيرامونا (NPP)   |                                               |                                 |                                 |
| 9 شهور، و11 أيام | 10                              | حكومة ديساناياكي الثانية ‏       | أنورا كومارا ديساناياكي අනුර කුමාර දිසානායක அநுர குமார திசாநாயக்க (مواليد 1968) الغربية              | 21                               |                                  | وزير الدفاع وزير المالية                                                             | جاناثا فيموكسي بيرامونا (NPP)   |                                               |                                 |                                 |
| هزم بريماداسا ويكريميسينغه في الانتخابات. | 10                              |                                 | أنورا كومارا ديساناياكي අනුර කුමාර දිසානායක அநுர குமார திசாநாயக்க (مواليد 1968) الغربية              |                                  |                                  |                                                                                      |                                 |                                               |                                 |                                 |

## رؤساء سابقون على قيد الحياة
| الرئيس               | فترة المنصب                 | تاريخ الولادة |
| -------------------- | --------------------------- | ------------- |
| تشاندريكا كماراتونغا | 1994–2005 11 سنوات و7 أيام  |               |
| ماهيندا راجاباكشا    | 2005–2015 9 سنوات و51 أيام  |               |
| مايتريبالا سيريسينا  | 2015–2019 4 سنوات و313 أيام |               |
| غوتابايا راجاباكسا   | 2019–2022 2 سنوات و239 أيام |               |